# Eva Mameli Calvino
Eva Mameli Calvino (en el registre Giuliana Luigia Evelina Mameli) (Sàsser, 12 de febrer de 1886 - Sanremo, 31 de març de 1978) va ser una botànica, naturalista i acadèmica italiana, dedicada a l'observació i difusió de temes relacionats amb la floricultura, la fitopatologia, la criptogàmia i la fisiologia vegetal. Va ser professora de botànica a la Universitat de Càller, activa a l'Estació Experimental de Floricultura de Sanremo i, per la seva tasca de protecció dels ocells, és considerada la primera i única dona del moviment de conservació de la natura d'entreguerres.

## Biografia

### Primers anys i formació acadèmica
Nascuda a Sàsser, els seus pares van ser Giovanni Battista Mameli, coronel dels carabinieri i Maria Maddalena Cubeddu, que van tenir cinc fills, tres nois i dues noies. El seu germà gran va ser el físic Efisio Mameli. En jubilar-se el pare van anar a viure a Càller, on Eva va fer els estudis secundaris, que va acabar el 1903 i aquell mateix any va inscriure's a la Universitat de Càller, on el 1905 va obtenir un diploma en física i matemàtica, que habilitava per a l'ensenyament d'aquestes matèries a les escoles. Després de la mort del seu pare, ella i la seva mare van traslladar-se a Pavia, on el seu germà, Efisio Mameli, era professor de química a la Universitat de Pavia, en la qual es va matricular Eva per estudiar ciències naturals. El 1907 va obtenir la llicenciatura en aquesta àrea i va continuar la seva carrera com a investigadora, fent d'ajudant voluntària en el laboratori de criptogàmia de la Universitat.
Les facultats de ciències tenien annexades escoles de magisteri per tal de preparar els alumnes per a l'ensenyament i, a igualtat de mèrits, un diploma de magisteri donava preferència d'accés al professorat. A més, l'accés de les dones a l'ensenyament mitjà va ser permès a partir de l'agost de 1905. Eva Mameli, doncs, va inscriure's a l'Escola de Magisteri i el 1908 en va obtenir el diploma.

### Carrera professional: inicis
Durant alguns anys, Eva Mameli va dedicar-se a l'ensenyament de les ciències naturals en escoles secundàries alhora que continuava la seva activitat de recerca a la Universitat. El 1915 esdevé professora de botànica de la Universitat de Pavia, essent la primera dona que a Itàlia va ensenyar aquesta disciplina a la universitat, tot i que no va aconseguir un lloc de treball fix. El primer curs que va impartir va ser sobre «la tècnica microscòpica aplicada a l'estudi de les plantes medicinals i industrials» i va demostrar la seva preparació i l'interès que tenia per la ciència aplicada. També va ser suplent del curador oficial de botànica de la mateixa universitat.
Durant la Primera Guerra Mundial, Mameli seguia treballant en el laboratori, però el ritme de la recerca va baixar i el 1915 va inscriure's com a infermera, dedicació que va mantenir fins al final de la guerra; a Pavia va prestar serveis d'infermera voluntària a la unitat de malalts de tifus de l'hospital de reserva Ghislieri de Pavia. Per aquesta tasca, el 1919 va rebre un medalla de plata de la Creu Roja, i el 1923 una altra medalla i un certificat de mèrit. En acabar la guerra la seva producció científica va augmentar de nou. El 1920 l'Accademia dei Lincei li va concedir un premi en metàl·lic per la seva recerca en ciències naturals. Tanmateix, el mateix any, quan va presentar-se a un concurs per a una plaça a la Universitat de Càller, no la va aconseguir.

### L'etapa cubana
El 1920 va casar-se amb Mario Calvino, agrònom i botànic de Sanremo que aleshores treballava a Cuba, on dirigia l'Estación Experimental Agronómica de Santiago de las Vegas, prop de l'Havana. L'abril d'aquell any, Calvino va tornar a Itàlia per participar en un congrés de botànica i va anar a visitar Mameli, de qui coneixia el treball per les seves publicacions. Calvino estava reorganitzant el centre cubà de recerca que dirigia i buscava un botànic expert en genètica per a l'estudi de les plantes tropicals. En conèixer personalment Eva Mameli, va demanar-li que es casés amb ell i que acceptés dirigir el departament de botànica de l'Estació de Santiago de las Vegas. Calvino va tornar de seguida a Cuba i la parella va casar-se per poders. Ella va viatjar després a Cuba, on van repetir el casament. I a Cuba, a la residència on la parella vivia a costat de les oficines i els laboratoris de l'Estació Experimental, el 1923 va néixer el seu primer fill, Italo, que esdevindria un destacat escriptor italià.
Des de Cuba, el 1921 Mameli va provar de nou d'obtenir una plaça en una universitat italiana, però novament no ho va aconseguir. Tot i això, el 1924 va començar a preparar els documents necessaris per tornar a provar-ho. Aquell mateix any també és al front de l'Estació Experimental i Escola Agrícola Chaparra, a San Manuel, a la que aleshores era província d'Oriente. A més de les tasques pròpies del seu càrrec, també impartia cursos de botànica agrícola, redactava fulletons per a l'alumnat i havia de redactar un article mensual per a la revista de l'Estació. Després del seu casament, Mameli va signar els articles científics com a Eva Mameli Calvino, afegint el cognom del seu marit al seu propi cognom. Quan el 1964 el seu fill Italo va viatjar a Cuba, li va escriure una carta en què li descrivia la visita a l'Estació Experimental on havia nascut i com la gent el recordava, amb la fonètica cubana, com al «hijo de Carvino».
Durant els anys passats a Cuba va dedicar-se, entre d'altres activitats, a la recollida de dades i catalogació de l'herbari que s'havia començat a reunir a Santiago de las Vegas el 1904. També va dedicar-se a la botànica aplicada i a l'estudi de plantes industrials (canya de sucre, tabac, mandioca) i de plantes tèxtils i ornamentals.

### Retorn a Itàlia
El 1925, els Calvino decideixen tornar a Itàlia, tot i que el govern de Mussolini havia derivat cap al feixisme. Per una banda, ella encara tenia esperances de poder obtenir una plaça a la universitat, després que en el concurs de 1924, al qual havia participat des de Cuba, en quedés segona. Per altra banda, el seu marit dirigiria la nova Estació Experimental de Floricultura «Orazio Raimondo», a Sanremo (avui dia, aquest centre és la Unitat de Recerca per la Floricultura i les Espècies Ornamentals del Consell Italià per a la Recerca en Agricultura i l'Anàlisi de l'Economia Agrària, CREA).
Un cop instal·lats a Sanremo, problemes econòmics en el nou centre a causa de la fallida del banc local van fer que el sou de Calvino fos inferior al que en principi havia de rebre i el pressupost per al centre era també inferior. Com que la seva casa —Villa Margherita—- tenia moltes habitacions, en llogaven cinc per allotjar investigadors italians i estrangers que feien estades en el centre.
El 1926, Mameli finalment va obtenir una plaça a la Universitat, però no era un lloc fix i va ser nomenada professore non stabile de botànica de la Universitat de Càller i directora del Jardí Botànic de la mateixa universitat. De tota manera hi va treballar poc temps, perquè va tenir permisos per absentar-se per raons familiars i de salut. El 1927 va néixer el seu segon fill, Floriano (que seria geòleg), i ella va sol·licitar un permís a la seva universitat per treballar a l'Estació Experimental de Sanremo. En no obtenir el permís demanat, va abandonar la seva carrera professional a la universitat per entrar a treballar a l'Estació Experimental. Des de 1930 la seva recerca va centrar-se en la millora genètica de flors ornamentals.

### Feixisme i guerra
Tot i que Mario Calvino s'havia afiliat al partit de Mussolini pensant que això li reportaria inversions del govern a l'Estació Experimental, que en permetessin l'ampliació, no va ser així. Tanmateix, quan Itàlia es projectava com a país colonial va participar en estudis sobre plantes tropicals i subtropicals de valor econòmic.
Durant la Segona Guerra Mundial, en el període de la República de Salò (1943-1945), la parella va acollir a casa seva destacats antifeixistes de Sanremo, que hi van preparar un plan per alliberar alguns presoners polítics de l'exèrcit nazi. Durant aquest període, els seus fills van unir-se als partisans (durant l'època partisana, Italo va usar el nom de Santiago, el municipi cubà on va néixer). El pare va ser detingut per tal que proporcionés informació de l'amagatall dels fills i d'altres partisans. Soldats nazis i soldats feixistes els van fer creure que havien executat l'un i l'altra, però la parella es va mantenir forta i no van revelar la informació que els volien treure. Mario Calvino en va quedar tocat per a la resta de la seva vida.

### Última etapa
El 1951 mor Mario Calvino i Eva Mameli Calvino el succeeix com a directora de l'Estació Experimental fins al 1958, en què es jubila però continua amb una vida molt activa. El 1972 publica un llibre sobre etimologia botànica que va estar preparant durant uns quatre anys. En una carta que el 1970 va dirigir a la seva amiga Olga Resnevic-Signorelli li diu que duia dos anys preparant-lo i que el tindria llest en uns altres dos.
Eva Mameli Calvino va morir a Sanremo el 31 de març de 1978.

### Llegat
Els seus fills, Italo i Floriano, van donar a la Biblioteca Municipal de Sanremo el «Fons Mario Calvino i Eva Mameli Calvino», constituït per unes 12.000 publicacions entre llibres, revistes, opuscles, documents diversos i nombroses fotografies que la parella havia acumulat.

## Publicacions
La primera d'una llarga sèrie de publicacions (més de 200) es remunta a 1906 i era el resultat de la recerca que va dur a terme al Jardí Botànic de Càller sobre el gènere Fumaria. El 1907, el mateix any que va obtenir la llicenciatura en ciències naturals, va publicar la primera part de Sulla flora micologica della Sardegna (Atti dell'Istituto botanico di Pavia, s.2, XIII[1907], pp. 153-175) i l'any següent en va publicar una segona part. Les seves publicacions van tractar primer de liquenologia, micologia i fisiologia vegetal i més endavant de genètica aplicada a les plantes ornamentals, fitopatologia i floricultura.
El 1911, amb Gino Pollacci, un investigador sènior del seu laboratori, va publicar un article sobre la relació entre l'assimilació de nitrogen atmosfèric per les plantes madurades amb nitrogen combinat, que va ser comentat a la revista Nature. Aquest article i d'altres sobre el mateix tema que va publicar en solitari encara se citaven a la literatura científica unes dècades més tard a causa de l'impacte que van tenir en l'agricultura. El treball que va dur a terme a l'Estació Experimental de Floricultura de Sanremo per a la millora de plantes de flor ornamentals i per a l'aclimatació de plantes com ara clavells, gladiols o lliris va quedar reflectit en nombroses publicacions.
El 1930 va fundar, amb el seu marit, la Societat Italiana d'Amics de les Flors i la revista Giardino Fiorito, que van dirigir de 1931 a 1947. Anteriorment, havien fundat La Costa Azzurra agricola e floreale, que es va publicar de 1925 a 1943. En articles diversos també va tractar de la protecció dels ocells. Va col·laborar en l'Enciclopedia italiana i l'Enciclopedia de l'agricultura.
Entre les seves publicacions també n'hi ha de dedicades als noms de les flors. El 1937 publica I fiori nelle diverse lingue: denominazione dei fiori coltivati più comuni nelle lingue italiana, francese, inglese, tedesca, spagnuola, que inclou els llistats alfabètics dels noms en aquestes llengües i també en llatí. Alguns anys abans de la seva mort va publicar un llibre sobre l'etimologia dels noms de les flors: Dizionario etimologico dei nomi generici e specifici delle piante da fiori ed ornamentali (Sanremo 1972). En l'edició publicada per Mondadori en 1992 el títol es modifica en part: Piante da fiore e ornamentali. Etimologia, caratteristiche, curiosità.
A la mort del seu marit, en va escriure una biografia: Mario Calvino 1875-1951 (Roma, 1952). Hi va descriure les etapes professionals i aspectes diversos de la seva vida en comú com a col·legues i com a parella: la visió laica del món, les decisions morals i la visió social que van compartir.